# 자구아랑

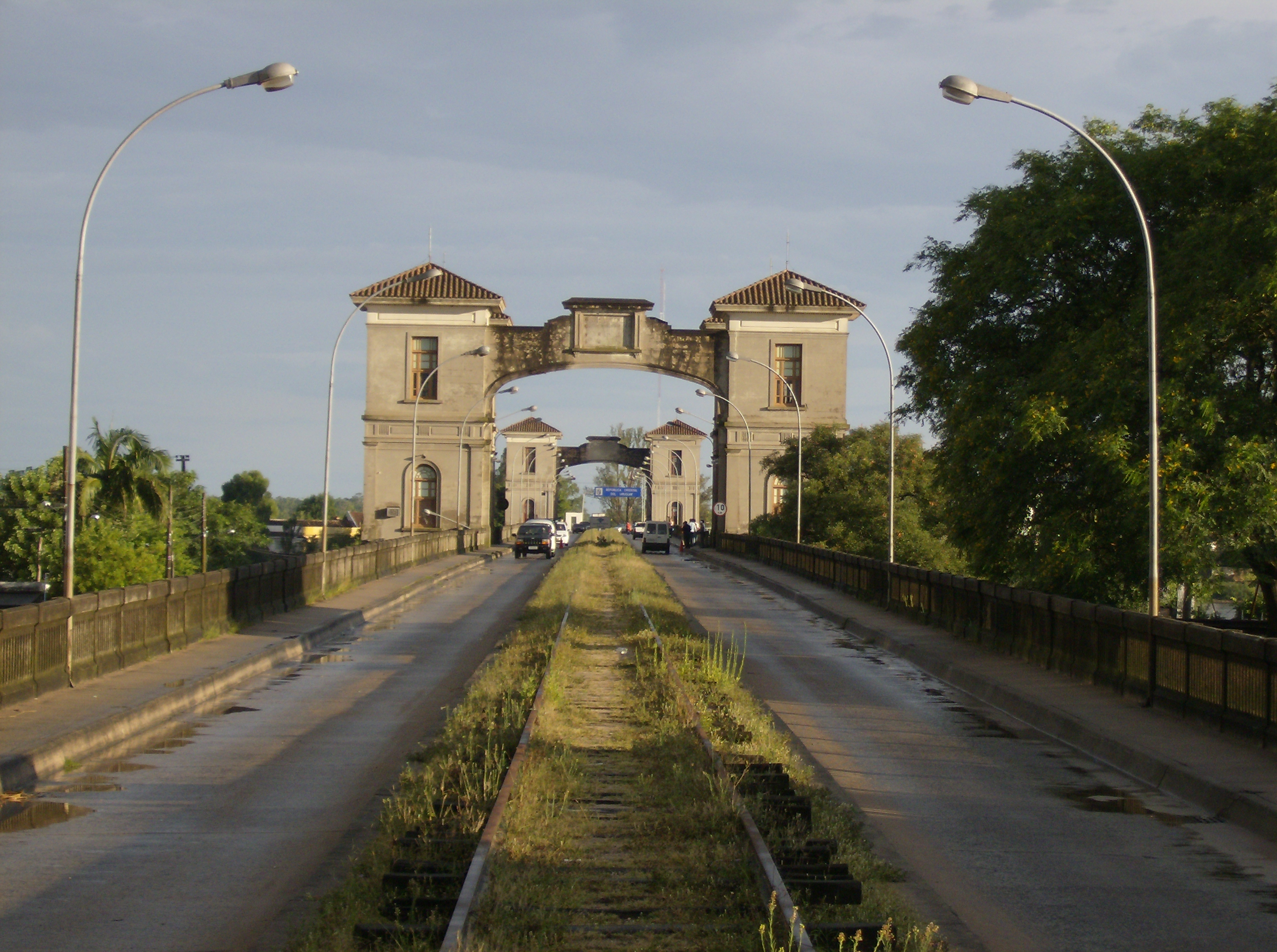
브라질-우루과이 국경 지대에 위치한 자구아랑

자구아랑(포르투갈어: Jaguarão)은 브라질 히우그란지두술주의 도시로 면적은 2,054.4km2, 인구는 27,942명(2010년 기준), 인구 밀도는 14명/km2이다. 우루과이 국경과 가까운 지점에 위치한다.